# Лонджиця
45°25′ пн. ш. 18°03′ сх. д. / 45.42° пн. ш. 18.05° сх. д.
Лонджиця (хорв. Londžica) — населений пункт у Хорватії, в Осієцько-Баранській жупанії у складі міста Нашиці.

## Населення
Населення за даними перепису 2011 року становило 190 осіб.
Динаміка чисельності населення поселення:

## Клімат
Середня річна температура становить 10,76 °C, середня максимальна – 25,02 °C, а середня мінімальна – -5,98 °C. Середня річна кількість опадів – 751 мм.
| Клімат поселення                              | Клімат поселення | Клімат поселення | Клімат поселення | Клімат поселення | Клімат поселення | Клімат поселення | Клімат поселення | Клімат поселення | Клімат поселення | Клімат поселення | Клімат поселення | Клімат поселення | Клімат поселення |
| Показник                                      | Січ.             | Лют.             | Бер.             | Квіт.            | Трав.            | Черв.            | Лип.             | Серп.            | Вер.             | Жовт.            | Лист.            | Груд.            |                  |
| Середній максимум, °C                         | 6,48             | 8,24             | 12,64            | 17,04            | 21,99            | 25,02            | 24,53            | 24,14            | 20,08            | 14,84            | 9,05             | 5,09             |                  |
| Середня температура, °C                       | 0,25             | 2,00             | 6,40             | 10,80            | 15,76            | 18,80            | 20,76            | 20,35            | 16,30            | 11,05            | 5,26             | 1,32             |                  |
| Середній мінімум, °C                          | −5,98            | −4,22            | 0,16             | 4,57             | 9,53             | 12,56            | 16,98            | 16,56            | 12,54            | 7,27             | 1,49             | −2,46            |                  |
| Норма опадів, мм                              | 47               | 46               | 45               | 57               | 71               | 96               | 67               | 65               | 55               | 66               | 75               | 61               |                  |
| Середньомісячна швидкість вітру, м/с          | 2.15             | 2.40             | 2.68             | 2.60             | 2.30             | 2.10             | 2.08             | 1.90             | 1.90             | 2.00             | 2.12             | 2.20             |                  |
| Середньомісячна сонячна радіація, кДж/м²·день | 4271             | 6980             | 10862            | 15250            | 19162            | 21232            | 22237            | 20201            | 14894            | 9264             | 4862             | 3612             |                  |
| --------------------------------------------- | ---------------- | ---------------- | ---------------- | ---------------- | ---------------- | ---------------- | ---------------- | ---------------- | ---------------- | ---------------- | ---------------- | ---------------- | ---------------- |
| Джерело:                                      |                  |                  |                  |                  |                  |                  |                  |                  |                  |                  |                  |                  |                  |